# Lotus Organizer
Lotus Organizer — персональный информационный менеджер (ПИМ). Выпущен компанией IBM. Имитирует бумажный органайзер, в котором имеются ежедневник, список дел, адресный справочник, сведения о датах и юбилеях, план мероприятий на год и блокнот, коллекция ссылок интернет. 
Первая версия была выпущена в 1992 году.
Позволяет звонить выбранному человеку, создавать списки «что сделать», сортировать информацию, заходить на веб-сайты, вести совместный календарь и организовывать встречи. Синхронизируется с органайзером телефонов NOKIA и большинством других популярных марок. Работает под операционными системами Windows 2000 и Windows XP. 
Последняя выпущенная версия 6.1 появилась в 2003 году.

## Версии
| Версия      | Формат файла | Год выпуска | Операционные системы     | Включена в пакет                                |
| ----------- | ------------ | ----------- | ------------------------ | ----------------------------------------------- |
| 1           | .org         | 1992        |                          |                                                 |
| 1.1         | .org         |             |                          |                                                 |
| 2           | .or2         |             |                          |                                                 |
| 97 (3.1)    | .or3         | 1997        |                          | SmartSuite 97                                   |
| 97 GS (4.0) | .or4         | 1997        |                          |                                                 |
| 4.1         | .or4         | 1998        |                          | SmartSuite Millennium Edition Release 9         |
| 5           | .or5         | 1999        |                          | SmartSuite Millennium Edition Release 9.5-9.8.x |
| 6.0         | .or6         | 1999        |                          |                                                 |
| 6.1         | .or6         | 2003        | Windows 2000, Windows XP |                                                 |

Выпускался также вариант программы под операционную систему OS/2 Warp.